# Jim Cawley

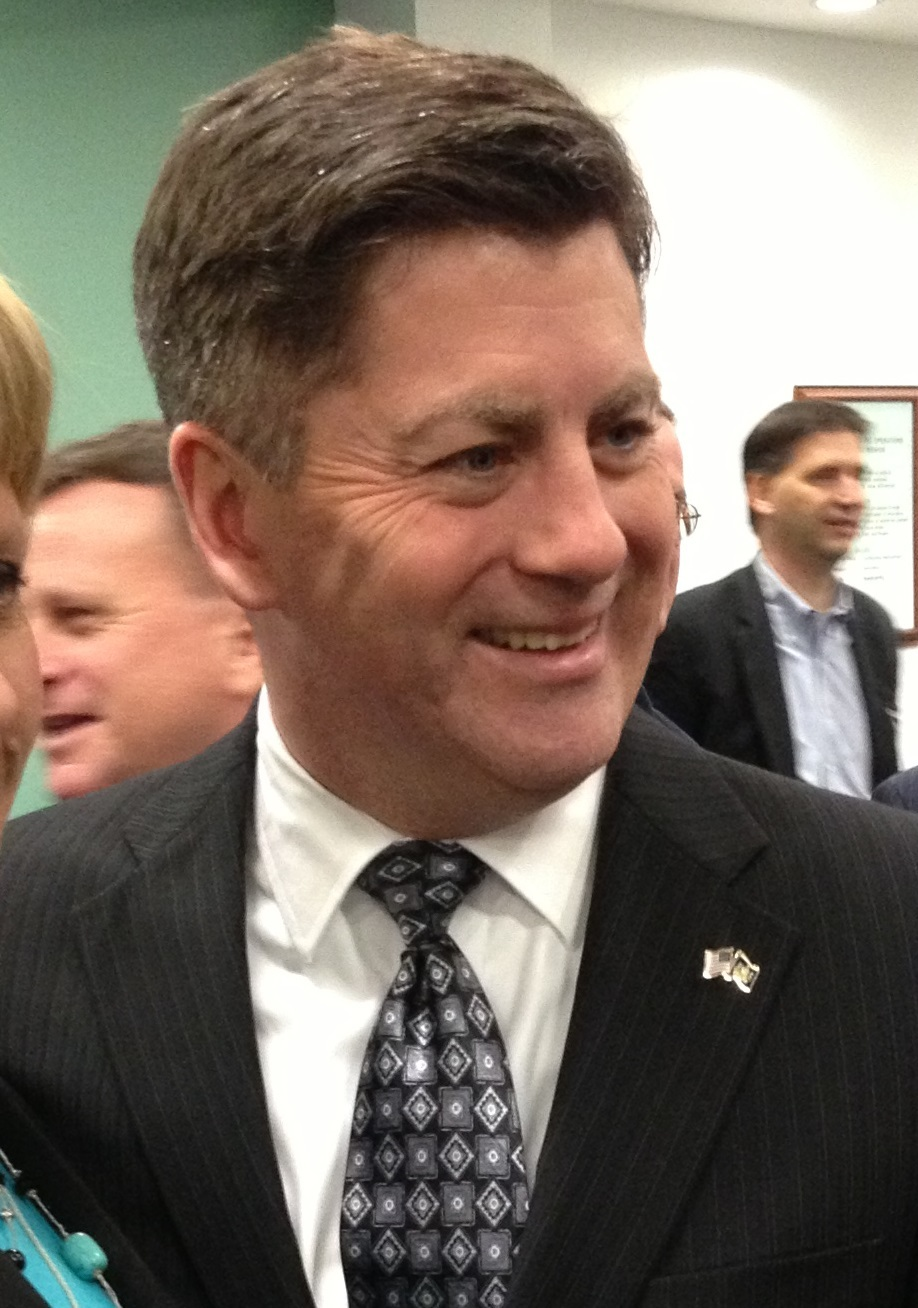
Jim Cawley (2013)

James „Jim“ Cawley (* 22. Juni 1969) ist ein US-amerikanischer Politiker. Von 2011 bis 2015 war er Vizegouverneur des Bundesstaates Pennsylvania.

## Werdegang

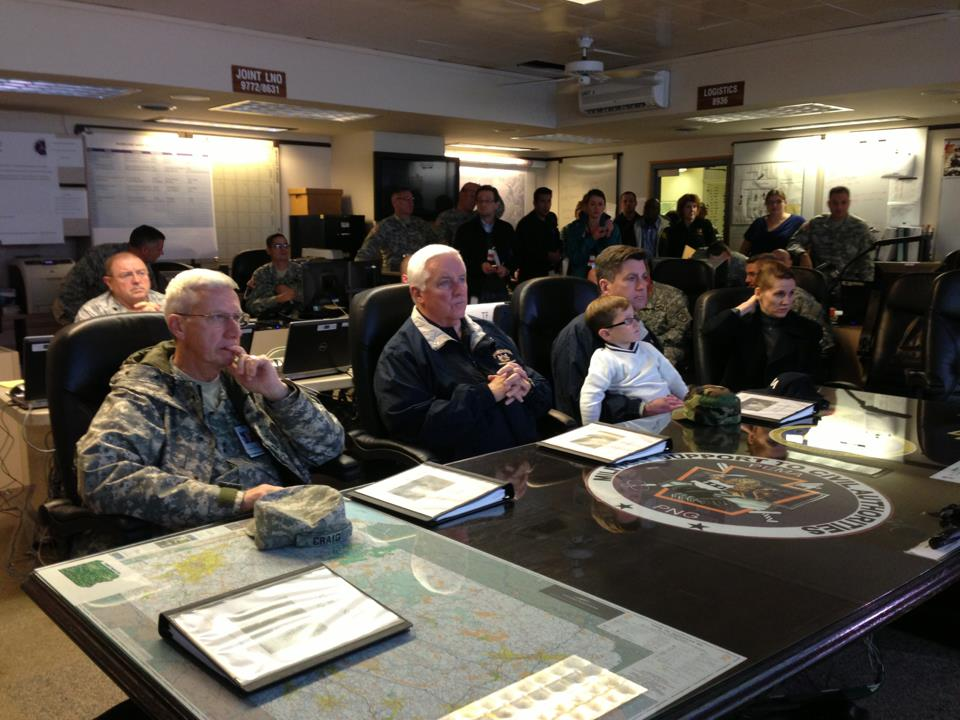
Vizegouverneur Cawley (ganz rechts) und Gouverneur Corbett (mittig) lassen sich nach dem Hurrikan Sandy im Oktober 2012 über die Lage im Bundesstaat unterrichten

Nach der High School studierte Jim Cawley an der Temple University das Fach politische Wissenschaften. Anschließend studierte er an der gleichen Universität Jura. Später schlug er als Mitglied der Republikanischen Partei eine politische Laufbahn ein. Er wurde Stabschef von Staatssenator Tommy Tomlinson. Im Jahr 2000 kandidierte er erfolglos für das Repräsentantenhaus von Pennsylvania. In seiner Heimat bekleidet er bis heute einige lokale Ämter. Seit 2005 gehört er dem Bezirksrat im Bucks County an.
Im Mai 2010 bewarb sich Cawley bei den republikanischen Vorwahlen für den Posten des Vizegouverneurs. Er konnte sich gegen mehrere parteiinterne Gegner durchsetzen und wurde als Kandidat seiner Partei für das zweithöchste Amt des Bundesstaates nominiert. Am 2. November 2010 wurde Cawley an der Seite von Tom Corbett zum Vizegouverneur von Pennsylvania gewählt. Obwohl Gouverneur und Vizegouverneur in getrennten Vorwahlen bestimmt werden, stehen sie bei der eigentlichen Wahl als Duo auf dem Stimmzettel. Seinen Posten als Stellvertreter des Gouverneurs trat Cawley dann am 18. Januar 2011 an, womit er auch kraft seines Amtes Vorsitzender des Staatssenats wurde. 
Anfang 2012 leitete Cawley eine Arbeitsgruppe für eine Neuregelung von Fracking in Pennsylvania. Das Gesetz war ein Kompromiss der Befürworter und Gegner einer stärkeren Regulierung der Fracking-Industrie. Die neue Vorschrift verpflichtet Erdgas fördernde Unternehmen zur Entrichtung einer Gebühr an die betroffenen Kommunen, die von den Frackingauswirkungen betroffen sind. Allein im Jahr 2012 betrugen die Einnahmen der Städte aus dieser Gebühr rund 200 Millionen US-Dollar. Nach Angaben der Corbett-Regierung sind die Einnahmen doppelt so hoch wie dies bei einer gesonderten Fracking-Steuer der Fall wäre, die von zahlreichen Demokraten gefordert wird. Der Industrie kam er insofern entgegen, als es Kommunen fortan untersagt war, bestimmte Bezirke, einschließlich Wohngebieten, mit einem Verbot von Bohrungen zu belegen. Auch wurden jegliche geografischen Beschränkungen mit dem neuen Gesetz über das Verlegen von Gasleitungen aufgehoben. Damit sollte insbesondere der schnelle Transport von Schiefergas in andere Bundesstaaten gefördert werden. Das Gesetz wurde dann im Februar von Gouverneur Corbett unterzeichnet. Jene Regelungen, die den Fracking-Unternehmen zugutekamen, wurden später jedoch größtenteils von Gerichten für verfassungswidrig erklärt und damit außer Kraft gesetzt.
Im Februar 2014 amtierte Cawley für etwas mehr als eine Stunde kommissarisch als Gouverneur, da sich Corbett einer Operation unterzog und vertreten werden musste.
Zur Gouverneurswahl am 4. November 2014 fungierte er erneut als Running Mate von Gouverneur Corbett. Parteiintern war er wie auch der Gouverneur ohne Konkurrenz zur Wiederwahl angetreten. Im Wahlkampf spielte er eine gewisse Rolle, indem er den Demokraten vorwarf, die Bildungspolitik der Corbett-Regierung unwahr darzustellen. Sein direkter Gegner war der Staatssenator Mike Stack, der als Vizekandidat des Demokraten Tom Wolf antrat. Nachdem diese Wahl allerdings für Corbett und Cawley verloren gegangen war, endete am 20. Januar 2015 seine Amtsperiode als Vizegouverneur.
Cawley übernahm 2022 das Amt des Präsidenten des privaten katholischen Rosemont College in Pennsylvania.
Cawley ist verheiratet und hat einen Sohn.